# From Nothin' to Somethin'
From Nothin' to Somethin' é o quarto álbum de estúdio do rapper Fabolous lançado a 11 de Junho de 2007. Estreou na segunda posição da Billboard 200 e na liderança da R&B/Hip-Hop Albums, vendendo mais de 159 mil unidades na sua primeira semana. Mais tarde, foi certificado como disco de ouro pela RIAA com um total de 542 mil cópias vendidas.

## Desempenho nas tabelas musicais

### Posições
| Tabelas musicais (2008)                       | Melhores posições |
| --------------------------------------------- | ----------------- |
| Estados Unidos - Billboard 200                | 2                 |
| Estados Unidos - Billboard R&B/Hip-Hop Albums | 1                 |
| Estados Unidos - Billboard Rap Albums         | 1                 |
| Suíça - Swiss Albums Chart                    | 55                |

## Histórico de lançamento
| País           | Data                | Formato | Editora discográfica |
| -------------- | ------------------- | ------- | -------------------- |
| Reino Unido    | 12 de Junho de 2007 | CD      | Mercury              |
| Estados Unidos | 12 de Junho de 2007 | CD      | Def Jam              |